# 加治川仮乗降場
加治川仮乗降場（かじかわかりじょうこうじょう）は、かつて新潟県新発田市に存在した日本国有鉄道（国鉄）羽越本線の仮乗降場である。
加治川畔の観桜客向けに花見シーズンのみ営業を行っていた。

## 構造
新発田駅から2.6km、加治駅から1.7kmの位置に存在した。ホームのみの簡素な構造であったと推測される。

## 歴史
- 1934年（昭和9年）
  - 4月6日 - 開業[1]。
  - 4月25日 - 営業開始、5月6日まで（当初は4月21日から5月1日を予定していたが、開花状況を鑑み延期）[2]。
- 1935年（昭和10年）4月13日 - 営業開始、25日まで[3]。
- 1941年（昭和16年）4月 - この年を最後に営業がなくなる[4]。
- 1948年（昭和23年）4月 - 7年ぶりに営業[4]。
- 1949年（昭和24年）4月 - 17日から24日まで新潟から花見列車運転[5]。
- 1951年（昭和26年）4月 - 14日から22日まで営業[6]。
- 1953年（昭和28年） - この年は営業を行わなかった[7][注釈 1]。
- 1962年（昭和37年）8月1日 - 廃止[1]。

## 隣の施設
日本国有鉄道
羽越本線
新発田駅 - （加治川仮乗降場） - 加治駅